# Christia constricta
Christia constricta är en ärtväxtart som först beskrevs av Anton Karl Schindler, och fick sitt nu gällande namn av T.C.Chen. Christia constricta ingår i släktet Christia och familjen ärtväxter. Inga underarter finns listade i Catalogue of Life.